# Gojko Kačar
Gojko Kačar (en serbe en écriture cyrillique : Гојко Качар), né le 26 janvier 1987 à Novi Sad en Yougoslavie (auj. en Serbie), est un footballeur international serbe qui évolue au poste de milieu défensif au Anorthosis Famagouste FC à Chypre.

## Biographie
Il commence sa carrière au FK Vojvodina où il repéré par le Hertha BSC Berlin et rejoint donc Berlin en 2007. Il devient titulaire et devient très utile à l'équipe. En effet, c'est un joueur très complet sachant défendre, passer, attaquer, mais sa position préférée est au milieu du terrain. C'est ainsi qu'il a souvent dépanné son équipe comme avec la sélection serbe espoirs où il a joué attaquant le temps d'une compétition.
Après la relégation de son club, il rejoint en juillet 2010 le Hambourg SV. En février 2014, il est prêté au club japonais du Cerezo Osaka.
Il revient ensuite au Hambourg SV où il joue 34 matches lors de sa dernière saison et inscrit 4 buts.
Le 19 juillet 2016, il signe pour deux ans au FC Augsbourg.

## Palmarès

### En équipe nationale
- 25 sélections et aucun but avec l'équipe de Serbie depuis 2007.

### Avec Vojvodina Novi Sad
- Finaliste de la Coupe de Serbie en 2007.